# Rennersdorf (Gemeinde Ober-Grafendorf)
Rennersdorf ist eine Ortschaft und eine Katastralgemeinde der Gemeinde Ober-Grafendorf im Bezirk St. Pölten-Land in Niederösterreich. Die Ortschaft hat 138 Einwohner (Stand 1. Jänner 2025).

## Geografie
Rennersdorf befindet sich südlich von Ober-Grafendorf und liegt an der Pielach. Am 1. April 2020 umfasste die Ortschaft 73 Adressen. Zur Ortschaft zählt auch die Lage Zickhof im Nordosten.

## Geschichte
Die Katastralgemeinde Rennersdorf umfasste früher auch Kuning und Badendorf, wie ein Blick auf den Franziszeischen Kataster von 1821 zeigt.

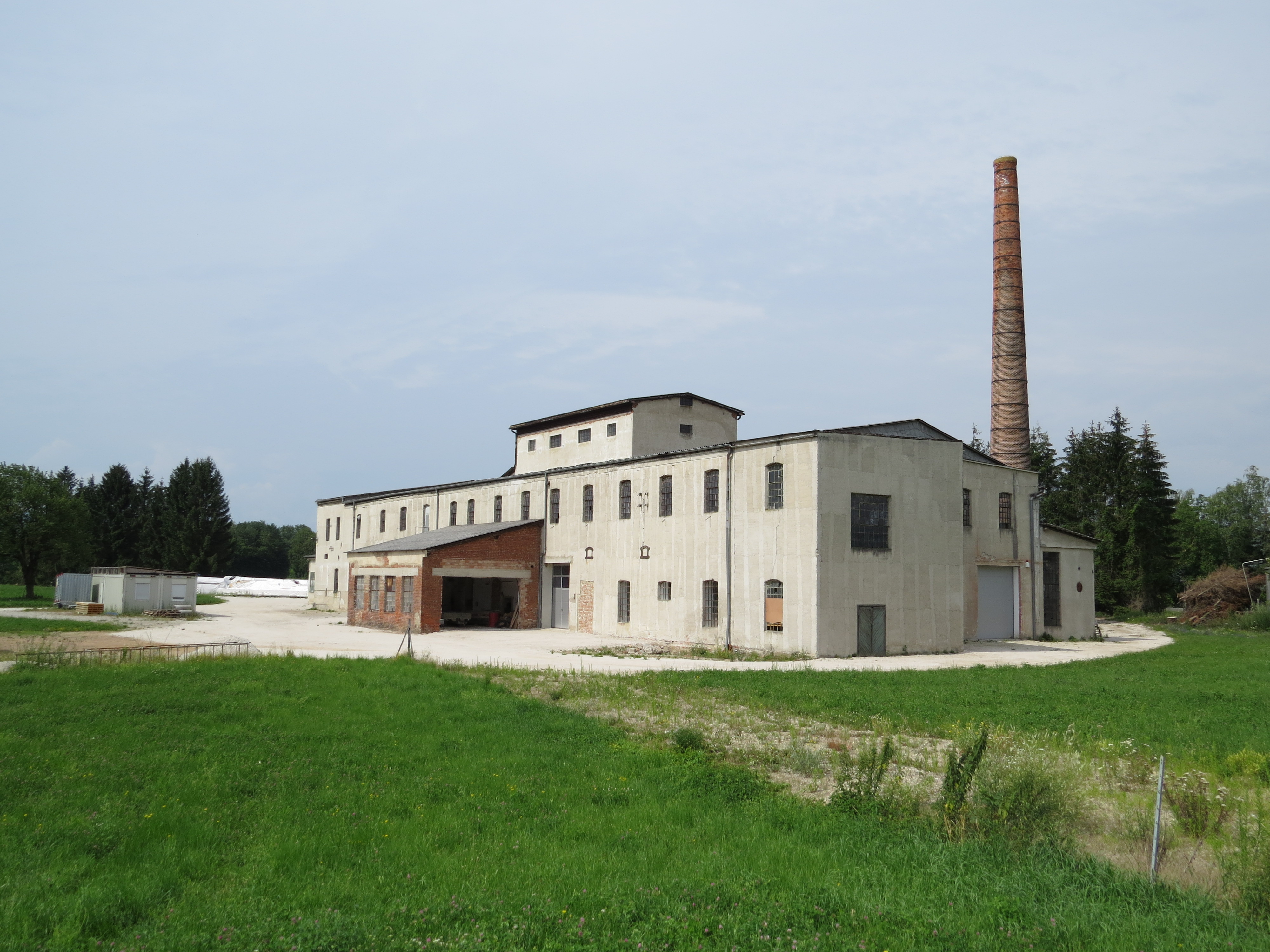
Ehemalige Papierfabrik Mahler OHG in Rennersdorf, Ober-Grafendorf, Österreich, 2018

 Im Norden von Rennersdorf wurde eine Papiermühle errichtet, die 1828 in Betrieb ging. 1837 fertigte die Fabrik vorwiegend Packpapiere für die Kaufleute in und um St. Pölten. Die Gebrüder Siegmund und Adolf Mahler pachteten 1892 die Papierfabrik und erwarben sie 2 Jahre später. In der Blütezeit fanden hier 150 Arbeiter Beschäftigung, die zum Teil in den neu erbauten vier Arbeiterhäusern wohnten. Aufgrund der jüdischen Abstammung der Familie Mahler wurde die Fabrik nach dem Anschluss arisiert und gelangte an die Firma Piatnik aus Wien, die bis Ende 1961 den Betrieb führte. Danach erwarb Erhard Hadwiger das Werk, ging aber bald in den Ausgleich und legte die Fabrik daraufhin still. Zuletzt waren 88 Arbeiter beschäftigt. Vor Kurzem wurden die Gebäude der ehemaligen Papierfabrik saniert.

## Siedlungsentwicklung
Zum Jahreswechsel 1979/1980 befanden sich in der Katastralgemeinde Rennersdorf insgesamt 35 Bauflächen mit 22.057 m² und 44 Gärten auf 81.936 m², 1989/1990 gab es 34 Bauflächen. 1999/2000 war die Zahl der Bauflächen auf 174 angewachsen und 2009/2010 bestanden 82 Gebäude auf 189 Bauflächen.

## Bodennutzung
Die Katastralgemeinde ist landwirtschaftlich geprägt. 104 Hektar wurden zum Jahreswechsel 1979/1980 landwirtschaftlich genutzt und 6 Hektar waren forstwirtschaftlich geführte Waldflächen. 1999/2000 wurde auf 99 Hektar Landwirtschaft betrieben und 10 Hektar waren als forstwirtschaftlich genutzte Flächen ausgewiesen. Ende 2018 waren 101 Hektar als landwirtschaftliche Flächen genutzt und Forstwirtschaft wurde auf 15 Hektar betrieben. Die durchschnittliche Bodenklimazahl von Rennersdorf beträgt 57,7 (Stand 2010).

## Sehenswürdigkeiten
Die inmitten des Ortes gelegene Kapelle wurde 1365 erstmals urkundlich erwähnt und befand sich bis in die 1970er in Privatbesitz. Heute wird sie von einem Verein erhalten.